# Nitaskinan

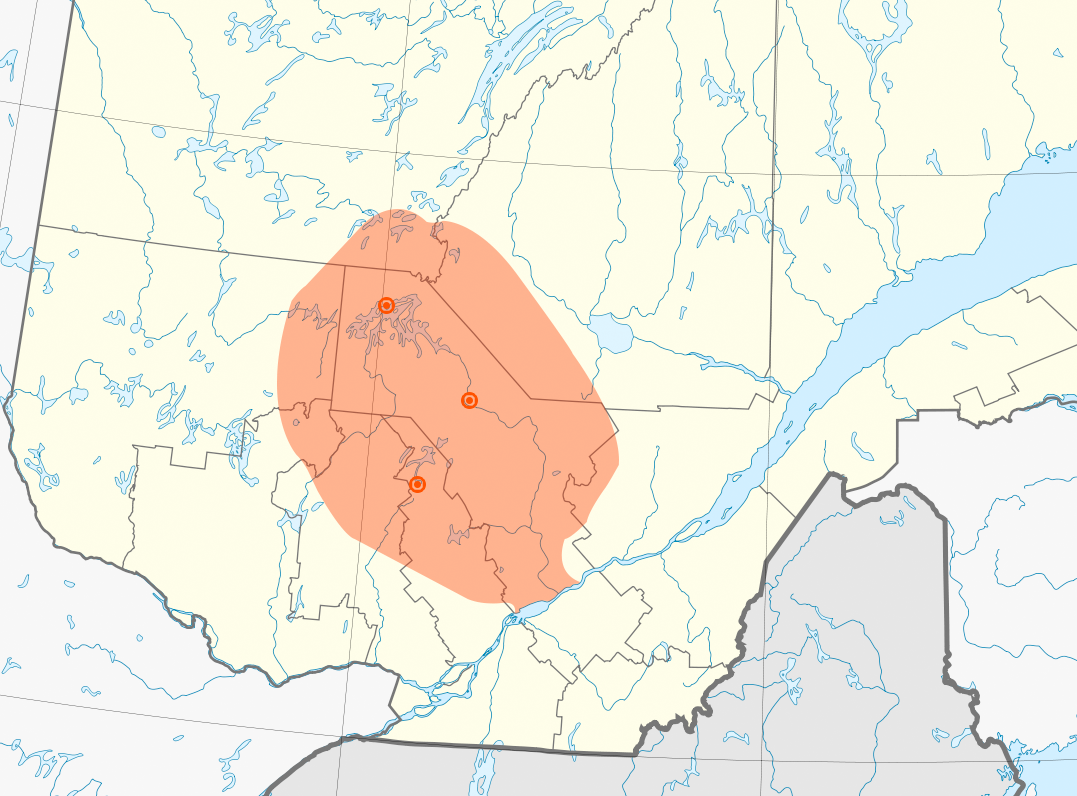
Mapa de Nitaskinan

Nitaskinan es la patria ancestral del pueblo Atikamekw. Está ubicado en el valle del río Saint-Maurice en Quebec, Canadá. Cubre un área de 80 000 km 2 . El 8 de septiembre de 2014, el Consejo de la Nación Atikamekw declaró unilateralmente la soberanía de la Nación Atikamekw en el Nistaskinan. El objetivo de esto es principalmente obtener un derecho de revisión para los proyectos que explotan los recursos naturales y resaltar la identidad de Atikamekw. «Nitaskinan» significa «nuestra (exclusiva) tierra» en el idioma Atikamekw, donde «Kitaskinan» significa «nuestra (inclusiva) tierra», similar al uso de aski en otros idiomas cree. Desde una perspectiva legal, de acuerdo con el Acta India, los Atikamekw tienen autoadministración en tres reservas indias, Manawan, Obedjiwan y Wemotaci, pero el territorio Nitaskinan cubre un área mucho más amplia.